# Карпенко, Виталий Афанасьевич
Виталий Афанасьевич Карпенко (укр. Віта́лій Опана́сович Карпе́нко; 3 марта 1941, Киев, Украинская ССР) — украинский и советский журналист, редактор, публицист, прозаик, педагог, профессор, доктор экономических наук (1998). Кандидат филологических наук, доцент, общественный деятель.

## Биография
Родился в семье рабочего. Окончил в 1966 году факультет журналистики Киевского университета, затем Академию общественных наук при ЦК КПСС (1976—1979).
С 1958 по 1965 г. — сотрудник редакции районной и областной газет Николаевская область УССР. В 1966—1976 годах — заведующий отделом областных газет «Ленинское племя», «Южная правда», редактор областной газеты «Ленинское племя» (г. Николаев).
В 1979 году — ответственный секретарь журнала «Коммунист Украины».
С 1980 г. — на партийной работе, инструктор сектора газет и журналов ЦК Компартии Украины.
С 1985 по 2001 год был редактором газеты «Вечерний Киев». Под его руководством тираж «Вечернего Киева» достиг рекордных 576 тысяч экземпляров. Популярность газеты была настолько высока, что её выписывали не только в областях Украины, но также и в Москве.
В 2000—2001 годах — помощник мэра Киева.
Член КПСС; член совета Конгресса украинской интеллигенции, сопредседатель Киевской краевой организации.
4 марта 1990 г. был избран Народным депутатом Верховной рады Украины I созыва. Входил в «Народный совет». Член Комиссии Верховной Рады Украины по гласности и средствам массовой информации.
На преподавательской работе на факультете и институте журналистики Киевского национального университета имени Тараса Шевченко с 1986 года. Работал заведующим кафедрой журналистики в университете «Украина». В 1999—2006 годах — профессор кафедры издательского дела и редактирования Института журналистики Киевского национального университета имени Тараса Шевченко.
Академик Украинской академии оригинальных идей (1991).

## Награды
- Орден «За заслуги» (Украина) ІІІ степени (2007)
- Орден Святого Равноапостольного князя Владимира Великого (УПЦ КП) (1998)
- Медаль «Ветеран труда»
- Заслуженный журналист Украины